# Callimetopus lituratus
Callimetopus lituratus är en skalbaggsart som beskrevs av Aurivillius 1926. Callimetopus lituratus ingår i släktet Callimetopus och familjen långhorningar. Inga underarter finns listade.